# Ostrožno pri Ločah
Ostrožno pri Ločah (do 1999 Ostrožno pri Ponikvi - del) je naselje v Občini Slovenske Konjice.